# Tajemství staré bambitky
Tajemství staré bambitky je česká televizní pohádka Iva Macharáčka z roku 2011. Hlavní roli prince Jakuba hraje Tomáš Klus, jenž také pro pohádku nazpíval několik písniček, které jsou součástí scénáře, a nesložil je tedy on.

## Výroba
Natáčení probíhalo na přelomu července a srpna 2011 na Bítově, Lemberku (a v okolních lesích) a ve skanzenech v Kouřimi a v Přerově nad Labem.

## Ohlas v médiích
Děj pohádky vtipně satiruje politicko-ekonomickou situaci v České republice v době své premiéry.[nedostupný zdroj][verifikovat]

## Zajímavosti
Ve scéně, v níž si přijde princ Jakub za rádcem Lorencem pro peníze „na dárek“, je vidět na stěně i historická Seutterova mapa Moravy z 18. století.

## Obsazení
| Tomáš Klus        | princ Jakub              |
| Kamila Janovičová | Anička, dcera loupežníka |
| Ondřej Vetchý     | loupežník Karaba         |
| Jan Čenský        | král Vilém               |
| Tereza Kostková   | královna Olivie          |
| Miroslav Vladyka  | rádce Ferenc             |
| Jiří Lábus        | rádce Lorenc             |
| Zuzana Fialová    | teta Libuše              |
| Vilma Cibulková   | hospodyně Hedvika        |
| Petr Štěpánek     | kuchař Frit              |
| Luděk Sobota      | písař                    |
| Otmar Brancuzský  | generál                  |
| Jana Janěková     | dvorní fiflena Kornélie  |
| Martin Zounar     | řezník                   |
| Markéta Zehrerová | květinářka               |
| Jiří Ployhar      | perníkář                 |
| Jan Musil         | zelinář                  |